# Stazione di Armjansk
 La stazione di Armjansk è una stazione ferroviaria di Armjansk, in Crimea, territorio riconosciuto dalla maggioranza dei paesi come parte dell'Ucraina, ma di fatto sotto controllo e amministrazione della Russia.

## Storia
La stazione fu aperta nel 1935 come capolinea sulla linea Džankoj-Armjansk, ma in seguito la linea fu trasferita a Cherson.
Dopo che la Crimea è stata annessa dalla Russia nel 2014, tutti i servizi passeggeri tra Armjansk e la stazione ferroviaria di Vadim nell'Oblast di Cherson in Ucraina sono stati sospesi. I servizi passeggeri in direzione sud da Cherson ora terminano a Vadim, 8 km a nord dalla frontiera di Armjansk.

## Servizi
Dal 2014 un solo servizio ferroviario termina in questa stazione, proveniente da Feodosia.